# رابگامووا
رابگامووا (به لاتین: Rabbegamuwa) یک منطقهٔ مسکونی در سری‌لانکا است که در استان مرکزی (سری‌لانکا) واقع شده‌است.